# Özgürlük ve Reform Partisi
Die Özgürlük ve Reform Partisi (ÖRP, zu deutsch Freiheits- und Reformpartei) war eine sozialliberale politische Partei in der Türkischen Republik Nordzypern. 
Vorsitzender der Partei war Turgay Avcı. Die ÖRP hatte die ELDR-Mitgliedschaft beantragt.
Die Partei wurde 2006 von vier Abgeordneten der Ulusal Birlik Partisi (Nationalen Einheitspartei) und der Demokrat Parti gegründet.
Die Partei löste sich im Januar 2013 auf und trat der Ulusal Birlik Partisi bei. 